# Top League (2008/2009)
Top League 2008/2009 – szósta edycja Top League, najwyższego poziomu rozgrywek w rugby union w Japonii. Organizowane przez Japan Rugby Football Union zawody odbyły się w dniach 5 września 2008 – 8 lutego 2009 roku, a tytułu bronił zespół Suntory Sungoliath.

## Faza zasadnicza
| 5 września 200819:31 | Suntory Sungoliath | 9:19(9:10) | Sanyo Wild Knights | Chichibunomiya Rugby Stadium, Tokio Widzów: 14 901 |
| 5 września 200819:31 |                    | 9:19(9:10) |                    | Chichibunomiya Rugby Stadium, Tokio Widzów: 14 901 |

| 6 września 200817:00 | Kintetsu Liners | 43:14(21:7) | Yokogawa Musashino Atlastars | Stadion Nagai, Osaka Widzów: 8 623 |
| 6 września 200817:00 |                 | 43:14(21:7) |                              | Stadion Nagai, Osaka Widzów: 8 623 |

| 6 września 200817:00 | Fukuoka Sanix Blues | 33:17(25:10) | IBM Big Blue | Level-5 Stadium, Fukuoka Widzów: 4 290 |
| 6 września 200817:00 |                     | 33:17(25:10) |              | Level-5 Stadium, Fukuoka Widzów: 4 290 |

| 6 września 200818:02 | Toyota Verblitz | 3:34(3:24) | Toshiba Brave Lupus | Mizuho Rugby Stadium, Nagoja Widzów: 7 220 |
| 6 września 200818:02 |                 | 3:34(3:24) |                     | Mizuho Rugby Stadium, Nagoja Widzów: 7 220 |

| 6 września 200819:00 | Kobelco Steelers | 20:10(0:0) | NEC Green Rockets | Stadion Nagai, Osaka Widzów: 11 856 |
| 6 września 200819:00 |                  | 20:10(0:0) |                   | Stadion Nagai, Osaka Widzów: 11 856 |

| 6 września 200819:00 | Kyuden Voltex | 10:16(0:0) | Coca-Cola West Red Sparks | Level-5 Stadium, Fukuoka Widzów: 6 590 |
| 6 września 200819:00 |               | 10:16(0:0) |                           | Level-5 Stadium, Fukuoka Widzów: 6 590 |

| 7 września 200817:00 | Yamaha Júbilo | 21:22(10:10) | Kubota Spears | Ishikawa Kanazawa Stadium, Kanazawa Widzów: 3 039 |
| 7 września 200817:00 |               | 21:22(10:10) |               | Ishikawa Kanazawa Stadium, Kanazawa Widzów: 3 039 |

| 12 września 200819:31 | NEC Green Rockets | 47:19(9:9) | Yokogawa Musashino Atlastars | Chichibunomiya Rugby Stadium, Tokio Widzów: 3 930 |
| 12 września 200819:31 |                   | 47:19(9:9) |                              | Chichibunomiya Rugby Stadium, Tokio Widzów: 3 930 |

| 13 września 200817:00 | Yamaha Júbilo | 8:52(3:28) | Sanyo Wild Knights | Yamaha Stadium, Iwata Widzów: 8 588 |
| 13 września 200817:00 |               | 8:52(3:28) |                    | Yamaha Stadium, Iwata Widzów: 8 588 |

| 13 września 200818:00 | IBM Big Blue | 9:12(6:6) | Kobelco Steelers | Nippatsu Mitsuzawa Stadium, Jokohama Widzów: 3 027 |
| 13 września 200818:00 |              | 9:12(6:6) |                  | Nippatsu Mitsuzawa Stadium, Jokohama Widzów: 3 027 |

| 14 września 200813:00 | Suntory Sungoliath | 65:26(30:0) | Kyuden Voltex | Tsukisamu, Sapporo Widzów: 3 200 |
| 14 września 200813:00 |                    | 65:26(30:0) |               | Tsukisamu, Sapporo Widzów: 3 200 |

| 14 września 200815:00 | Kintetsu Liners | 18:14(0:7) | Coca-Cola West Red Sparks | Kintetsu Hanazono Rugby Stadium, Higashiōsaka Widzów: 6 067 |
| 14 września 200815:00 |                 | 18:14(0:7) |                           | Kintetsu Hanazono Rugby Stadium, Higashiōsaka Widzów: 6 067 |

| 14 września 200817:00 | Kubota Spears | 20:17(12:6) | Toyota Verblitz | Niigata City Athletic Stadium, Niigata Widzów: 2 562 |
| 14 września 200817:00 |               | 20:17(12:6) |                 | Niigata City Athletic Stadium, Niigata Widzów: 2 562 |

| 14 września 200819:00 | Fukuoka Sanix Blues | 25:63(6:39) | Toshiba Brave Lupus | Global Arena, Munakata Widzów: 3 523 |
| 14 września 200819:00 |                     | 25:63(6:39) |                     | Global Arena, Munakata Widzów: 3 523 |

| 20 września 200817:01 | Toshiba Brave Lupus | 29:15(10:3) | Kyuden Voltex | Chichibunomiya Rugby Stadium, Tokio Widzów: 6 344 |
| 20 września 200817:01 |                     | 29:15(10:3) |               | Chichibunomiya Rugby Stadium, Tokio Widzów: 6 344 |

| 20 września 200818:00 | Kobelco Steelers | 27:12(13:0) | Toyota Verblitz | Matsumotodaira Football Stadium, Matsumoto Widzów: 3 050 |
| 20 września 200818:00 |                  | 27:12(13:0) |                 | Matsumotodaira Football Stadium, Matsumoto Widzów: 3 050 |

| 20 września 200819:01 | Kubota Spears | 25:36(9:22) | Suntory Sungoliath | Chichibunomiya Rugby Stadium, Tokio Widzów: 7 546 |
| 20 września 200819:01 |               | 25:36(9:22) |                    | Chichibunomiya Rugby Stadium, Tokio Widzów: 7 546 |

| 20 września 200819:02 | Fukuoka Sanix Blues | 26:19(12:10) | Yokogawa Musashino Atlastars | Global Arena, Munakata Widzów: 2 137 |
| 20 września 200819:02 |                     | 26:19(12:10) |                              | Global Arena, Munakata Widzów: 2 137 |

| 21 września 200815:01 | Sanyo Wild Knights | 75:17(42:10) | Coca-Cola West Red Sparks | Ashikaga Sports Park, Ashikaga Widzów: 2 641 |
| 21 września 200815:01 |                    | 75:17(42:10) |                           | Ashikaga Sports Park, Ashikaga Widzów: 2 641 |

| 21 września 200815:00 | NEC Green Rockets | 26:17(16:7) | IBM Big Blue | Kashiwanoha Park Stadium, Kashiwa Widzów: 2 552 |
| 21 września 200815:00 |                   | 26:17(16:7) |              | Kashiwanoha Park Stadium, Kashiwa Widzów: 2 552 |

| 23 września 200815:00 | Kintetsu Liners | 37:43(13:30) | Yamaha Júbilo | Kintetsu Hanazono Rugby Stadium, Higashiōsaka Widzów: 3 197 |
| 23 września 200815:00 |                 | 37:43(13:30) |               | Kintetsu Hanazono Rugby Stadium, Higashiōsaka Widzów: 3 197 |

| 10 października 200819:33 | NEC Green Rockets | 21:14(11:11) | Kubota Spears | Chichibunomiya Rugby Stadium, Tokio Widzów: 3 913 |
| 10 października 200819:33 |                   | 21:14(11:11) |               | Chichibunomiya Rugby Stadium, Tokio Widzów: 3 913 |

| 11 października 200812:00 | Sanyo Wild Knights | 65:8(34:8) | Kyuden Voltex | Kumagaya Rugby Ground, Kumagaya Widzów: 4 304 |
| 11 października 200812:00 |                    | 65:8(34:8) |               | Kumagaya Rugby Ground, Kumagaya Widzów: 4 304 |

| 11 października 200812:02 | Kobelco Steelers | 22:25(12:10) | Fukuoka Sanix Blues | Nishikyogoku Athletic Stadium, Kioto Widzów: 4 271 |
| 11 października 200812:02 |                  | 22:25(12:10) |                     | Nishikyogoku Athletic Stadium, Kioto Widzów: 4 271 |

| 11 października 200814:00 | Toshiba Brave Lupus | 44:35(24:17) | Kintetsu Liners | Kumagaya Rugby Ground, Kumagaya Widzów: 4 574 |
| 11 października 200814:00 |                     | 44:35(24:17) |                 | Kumagaya Rugby Ground, Kumagaya Widzów: 4 574 |

| 11 października 200814:02 | Toyota Verblitz | 48:21(12:14) | Coca-Cola West Red Sparks | Nishikyogoku Athletic Stadium, Kioto Widzów: 5 300 |
| 11 października 200814:02 |                 | 48:21(12:14) |                           | Nishikyogoku Athletic Stadium, Kioto Widzów: 5 300 |

| 13 października 200812:01 | Yokogawa Musashino Atlastars | 29:55(0:31) | Yamaha Júbilo | Chichibunomiya Rugby Stadium, Tokio Widzów: 5 593 |
| 13 października 200812:01 |                              | 29:55(0:31) |               | Chichibunomiya Rugby Stadium, Tokio Widzów: 5 593 |

| 13 października 200814:01 | IBM Big Blue | 24:43(3:24) | Suntory Sungoliath | Chichibunomiya Rugby Stadium, Tokio Widzów: 7 480 |
| 13 października 200814:01 |              | 24:43(3:24) |                    | Chichibunomiya Rugby Stadium, Tokio Widzów: 7 480 |

| 18 października 200812:01 | Kubota Spears | 34:17(15:10) | Coca-Cola West Red Sparks | Chichibunomiya Rugby Stadium, Tokio Widzów: 5 736 |
| 18 października 200812:01 |               | 34:17(15:10) |                           | Chichibunomiya Rugby Stadium, Tokio Widzów: 5 736 |

| 18 października 200814:01 | Toshiba Brave Lupus | 26:9(0:6) | NEC Green Rockets | Chichibunomiya Rugby Stadium, Tokio Widzów: 8 114 |
| 18 października 200814:01 |                     | 26:9(0:6) |                   | Chichibunomiya Rugby Stadium, Tokio Widzów: 8 114 |

| 18 października 200814:00 | Sanyo Wild Knights | 61:7(23:7) | Fukuoka Sanix Blues | Morioka South Park Playing Field, Morioka Widzów: 2 508 |
| 18 października 200814:00 |                    | 61:7(23:7) |                     | Morioka South Park Playing Field, Morioka Widzów: 2 508 |

| 19 października 200812:03 | Kintetsu Liners | 27:37(17:19) | Kobelco Steelers | Kintetsu Hanazono Rugby Stadium, Higashiōsaka Widzów: 10 185 |
| 19 października 200812:03 |                 | 27:37(17:19) |                  | Kintetsu Hanazono Rugby Stadium, Higashiōsaka Widzów: 10 185 |

| 19 października 200813:04 | Yokogawa Musashino Atlastars | 18:33(3:5) | Toyota Verblitz | ND Soft Stadium Yamagata, Tendō Widzów: 1 205 |
| 19 października 200813:04 |                              | 18:33(3:5) |                 | ND Soft Stadium Yamagata, Tendō Widzów: 1 205 |

| 19 października 200813:02 | IBM Big Blue | 56:24(30:7) | Kyuden Voltex | Nippatsu Mitsuzawa Stadium, Jokohama Widzów: 1 477 |
| 19 października 200813:02 |              | 56:24(30:7) |               | Nippatsu Mitsuzawa Stadium, Jokohama Widzów: 1 477 |

| 19 października 200814:02 | Yamaha Júbilo | 31:27(7:15) | Suntory Sungoliath | Kintetsu Hanazono Rugby Stadium, Higashiōsaka Widzów: 11 050 |
| 19 października 200814:02 |               | 31:27(7:15) |                    | Kintetsu Hanazono Rugby Stadium, Higashiōsaka Widzów: 11 050 |

| 25 października 200813:00 | Sanyo Wild Knights | 44:8(13:3) | Kintetsu Liners | Otashi Sports Park, Ōta Widzów: 3 605 |
| 25 października 200813:00 |                    | 44:8(13:3) |                 | Otashi Sports Park, Ōta Widzów: 3 605 |

| 25 października 200814:00 | IBM Big Blue | 19:68(12:21) | Toshiba Brave Lupus | Chichibunomiya Rugby Stadium, Tokio Widzów: 4 750 |
| 25 października 200814:00 |              | 19:68(12:21) |                     | Chichibunomiya Rugby Stadium, Tokio Widzów: 4 750 |

| 25 października 200814:05 | Kobelco Steelers | 27:17(19:7) | Kubota Spears | Kintetsu Hanazono Rugby Stadium, Higashiōsaka Widzów: 5 587 |
| 25 października 200814:05 |                  | 27:17(19:7) |               | Kintetsu Hanazono Rugby Stadium, Higashiōsaka Widzów: 5 587 |

| 26 października 200812:00 | Coca-Cola West Red Sparks | 25:10(10:10) | Fukuoka Sanix Blues | Level-5 Stadium, Fukuoka Widzów: 3 392 |
| 26 października 200812:00 |                           | 25:10(10:10) |                     | Level-5 Stadium, Fukuoka Widzów: 3 392 |

| 26 października 200813:00 | Yokogawa Musashino Atlastars | 29:47(19:14) | Suntory Sungoliath | Yurtec Stadium Sendai, Sendai Widzów: 4 572 |
| 26 października 200813:00 |                              | 29:47(19:14) |                    | Yurtec Stadium Sendai, Sendai Widzów: 4 572 |

| 26 października 200813:00 | NEC Green Rockets | 34:20(20:8) | Yamaha Júbilo | Kashiwanoha Park Stadium, Kashiwa Widzów: 3 876 |
| 26 października 200813:00 |                   | 34:20(20:8) |               | Kashiwanoha Park Stadium, Kashiwa Widzów: 3 876 |

| 26 października 200814:00 | Kyuden Voltex | 26:24(10:10) | Toyota Verblitz | Level-5 Stadium, Fukuoka Widzów: 4 541 |
| 26 października 200814:00 |               | 26:24(10:10) |                 | Level-5 Stadium, Fukuoka Widzów: 4 541 |

| 29 listopada 200813:00 | Yamaha Júbilo | 16:25(6:19) | Toshiba Brave Lupus | Yamaha Stadium, Iwata Widzów: 6 515 |
| 29 listopada 200813:00 |               | 16:25(6:19) |                     | Yamaha Stadium, Iwata Widzów: 6 515 |

| 29 listopada 200814:05 | Yokogawa Musashino Atlastars | 29:26(19:7) | IBM Big Blue | Chichibunomiya Rugby Stadium, Tokio Widzów: 3 391 |
| 29 listopada 200814:05 |                              | 29:26(19:7) |              | Chichibunomiya Rugby Stadium, Tokio Widzów: 3 391 |

| 29 listopada 200814:00 | Coca-Cola West Red Sparks | 10:39(3:7) | Suntory Sungoliath | Coca-Cola West Hiroshima Stadium, Hiroszima Widzów: 3 370 |
| 29 listopada 200814:00 |                           | 10:39(3:7) |                    | Coca-Cola West Hiroshima Stadium, Hiroszima Widzów: 3 370 |

| 30 listopada 200812:00 | Fukuoka Sanix Blues | 21:22(10:6) | Kintetsu Liners | Kakidomari Stadium, Nagasaki Widzów: 2 765 |
| 30 listopada 200812:00 |                     | 21:22(10:6) |                 | Kakidomari Stadium, Nagasaki Widzów: 2 765 |

| 30 listopada 200813:00 | Toyota Verblitz | 18:22(18:6) | NEC Green Rockets | Gifu Nagaragawa Stadium, Gifu Widzów: 3 013 |
| 30 listopada 200813:00 |                 | 18:22(18:6) |                   | Gifu Nagaragawa Stadium, Gifu Widzów: 3 013 |

| 30 listopada 200813:02 | Kubota Spears | 0:46(0:29) | Sanyo Wild Knights | Momotaro Stadium, Okayama Widzów: 2 600 |
| 30 listopada 200813:02 |               | 0:46(0:29) |                    | Momotaro Stadium, Okayama Widzów: 2 600 |

| 30 listopada 200814:00 | Kyuden Voltex | 22:36(22:15) | Kobelco Steelers | Kakidomari Stadium, Nagasaki Widzów: 6 289 |
| 30 listopada 200814:00 |               | 22:36(22:15) |                  | Kakidomari Stadium, Nagasaki Widzów: 6 289 |

| 6 grudnia 200813:00 | Toyota Verblitz | 16:8(6:3) | Yamaha Júbilo | Mizuho Rugby Stadium, Nagoja Widzów: 3 472 |
| 6 grudnia 200813:00 |                 | 16:8(6:3) |               | Mizuho Rugby Stadium, Nagoja Widzów: 3 472 |

| 6 grudnia 200814:00 | Toshiba Brave Lupus | 64:0(31:0) | Yokogawa Musashino Atlastars | Chichibunomiya Rugby Stadium, Tokio Widzów: 4 161 |
| 6 grudnia 200814:00 |                     | 64:0(31:0) |                              | Chichibunomiya Rugby Stadium, Tokio Widzów: 4 161 |

| 6 grudnia 200814:00 | Kintetsu Liners | 18:24(8:10) | NEC Green Rockets | Kintetsu Hanazono Rugby Stadium, Higashiōsaka Widzów: 4 199 |
| 6 grudnia 200814:00 |                 | 18:24(8:10) |                   | Kintetsu Hanazono Rugby Stadium, Higashiōsaka Widzów: 4 199 |

| 7 grudnia 200812:00 | Coca-Cola West Red Sparks | 21:16(14:3) | Kobelco Steelers | KKWing Stadium, Kumamoto Widzów: 5 425 |
| 7 grudnia 200812:00 |                           | 21:16(14:3) |                  | KKWing Stadium, Kumamoto Widzów: 5 425 |

| 7 grudnia 200813:00 | Sanyo Wild Knights | 46:7(6:7) | IBM Big Blue | Gunma Shikishima Soccer Stadium, Maebashi Widzów: 1 744 |
| 7 grudnia 200813:00 |                    | 46:7(6:7) |              | Gunma Shikishima Soccer Stadium, Maebashi Widzów: 1 744 |

| 7 grudnia 200813:00 | Kyuden Voltex | 36:45(17:21) | Kubota Spears | Ōita Sports Park, Ōita Widzów: 3 896 |
| 7 grudnia 200813:00 |               | 36:45(17:21) |               | Ōita Sports Park, Ōita Widzów: 3 896 |

| 7 grudnia 200814:00 | Fukuoka Sanix Blues | 29:49(17:13) | Suntory Sungoliath | KKWing Stadium, Kumamoto Widzów: 5 617 |
| 7 grudnia 200814:00 |                     | 29:49(17:13) |                    | KKWing Stadium, Kumamoto Widzów: 5 617 |

| 13 grudnia 200813:00 | Sanyo Wild Knights | 29:10(15:7) | Yokogawa Musashino Atlastars | Otashi Sports Park, Ōta Widzów: 2 561 |
| 13 grudnia 200813:00 |                    | 29:10(15:7) |                              | Otashi Sports Park, Ōta Widzów: 2 561 |

| 14 grudnia 200812:00 | IBM Big Blue | 10:14(3:6) | Kubota Spears | Chichibunomiya Rugby Stadium, Tokio Widzów: 2 101 |
| 14 grudnia 200812:00 |              | 10:14(3:6) |               | Chichibunomiya Rugby Stadium, Tokio Widzów: 2 101 |

| 14 grudnia 200812:00 | Kyuden Voltex | 27:31(24:19) | NEC Green Rockets | Kagoshima Kamoike Stadium, Kagoshima Widzów: 4 391 |
| 14 grudnia 200812:00 |               | 27:31(24:19) |                   | Kagoshima Kamoike Stadium, Kagoshima Widzów: 4 391 |

| 14 grudnia 200813:00 | Coca-Cola West Red Sparks | 3:41(3:17) | Yamaha Júbilo | Tosu Stadium, Tosu Widzów: 2 820 |
| 14 grudnia 200813:00 |                           | 3:41(3:17) |               | Tosu Stadium, Tosu Widzów: 2 820 |

| 14 grudnia 200814:00 | Toyota Verblitz | 49:18(20:13) | Fukuoka Sanix Blues | Kintetsu Hanazono Rugby Stadium, Higashiōsaka Widzów: 2 734 |
| 14 grudnia 200814:00 |                 | 49:18(20:13) |                     | Kintetsu Hanazono Rugby Stadium, Higashiōsaka Widzów: 2 734 |

| 14 grudnia 200814:01 | Suntory Sungoliath | 34:20(6:6) | Kintetsu Liners | Chichibunomiya Rugby Stadium, Tokio Widzów: 3 010 |
| 14 grudnia 200814:01 |                    | 34:20(6:6) |                 | Chichibunomiya Rugby Stadium, Tokio Widzów: 3 010 |

| 14 grudnia 200814:00 | Toshiba Brave Lupus | 16:42(11:16) | Kobelco Steelers | Kagoshima Kamoike Stadium, Kagoshima Widzów: 5 079 |
| 14 grudnia 200814:00 |                     | 16:42(11:16) |                  | Kagoshima Kamoike Stadium, Kagoshima Widzów: 5 079 |

| 20 grudnia 200813:00 | Yamaha Júbilo | 46:10(20:10) | IBM Big Blue | Yamaha Stadium, Iwata Widzów: 3 719 |
| 20 grudnia 200813:00 |               | 46:10(20:10) |              | Yamaha Stadium, Iwata Widzów: 3 719 |

| 20 grudnia 200813:03 | Kintetsu Liners | 7:20(7:10) | Toyota Verblitz | Pocarisweat Stadium, Naruto Widzów: 2 355 |
| 20 grudnia 200813:03 |                 | 7:20(7:10) |                 | Pocarisweat Stadium, Naruto Widzów: 2 355 |

| 21 grudnia 200812:00 | Coca-Cola West Red Sparks | 21:13(0:10) | Yokogawa Musashino Atlastars | Level-5 Stadium, Fukuoka Widzów: 2 895 |
| 21 grudnia 200812:00 |                           | 21:13(0:10) |                              | Level-5 Stadium, Fukuoka Widzów: 2 895 |

| 21 grudnia 200813:03 | Kubota Spears | 10:40(3:26) | Toshiba Brave Lupus | Fukuda Denshi Arena, Chiba Widzów: 1 940 |
| 21 grudnia 200813:03 |               | 10:40(3:26) |                     | Fukuda Denshi Arena, Chiba Widzów: 1 940 |

| 21 grudnia 200813:03 | Kobelco Steelers | 35:52(12:21) | Sanyo Wild Knights | Home's Stadium Kobe, Kobe Widzów: 7 784 |
| 21 grudnia 200813:03 |                  | 35:52(12:21) |                    | Home's Stadium Kobe, Kobe Widzów: 7 784 |

| 21 grudnia 200814:00 | Kyuden Voltex | 36:3(15:3) | Fukuoka Sanix Blues | Level-5 Stadium, Fukuoka Widzów: 4 058 |
| 21 grudnia 200814:00 |               | 36:3(15:3) |                     | Level-5 Stadium, Fukuoka Widzów: 4 058 |

| 21 grudnia 200814:01 | Suntory Sungoliath | 23:15(0:15) | NEC Green Rockets | Chichibunomiya Rugby Stadium, Tokio Widzów: 7 207 |
| 21 grudnia 200814:01 |                    | 23:15(0:15) |                   | Chichibunomiya Rugby Stadium, Tokio Widzów: 7 207 |

| 3 stycznia 200912:00 | IBM Big Blue | 20:47(17:5) | Toyota Verblitz | Chichibunomiya Rugby Stadium, Tokio Widzów: 7 013 |
| 3 stycznia 200912:00 |              | 20:47(17:5) |                 | Chichibunomiya Rugby Stadium, Tokio Widzów: 7 013 |

| 3 stycznia 200914:03 | Suntory Sungoliath | 67:3(24:3) | Kobelco Steelers | Chichibunomiya Rugby Stadium, Tokio Widzów: 9 581 |
| 3 stycznia 200914:03 |                    | 67:3(24:3) |                  | Chichibunomiya Rugby Stadium, Tokio Widzów: 9 581 |

| 4 stycznia 200912:00 | Kyuden Voltex | 18:29(15:10) | Kintetsu Liners | Level-5 Stadium, Fukuoka Widzów: 3 554 |
| 4 stycznia 200912:00 |               | 18:29(15:10) |                 | Level-5 Stadium, Fukuoka Widzów: 3 554 |

| 4 stycznia 200913:00 | Sanyo Wild Knights | 55:9(15:9) | NEC Green Rockets | Otashi Sports Park, Ōta Widzów: 4 306 |
| 4 stycznia 200913:00 |                    | 55:9(15:9) |                   | Otashi Sports Park, Ōta Widzów: 4 306 |

| 4 stycznia 200913:00 | Fukuoka Sanix Blues | 7:14(0:3) | Yamaha Júbilo | Global Arena, Munakata Widzów: 3 142 |
| 4 stycznia 200913:00 |                     | 7:14(0:3) |               | Global Arena, Munakata Widzów: 3 142 |

| 4 stycznia 200914:00 | Coca-Cola West Red Sparks | 19:31(7:12) | Toshiba Brave Lupus | Level-5 Stadium, Fukuoka Widzów: 4 117 |
| 4 stycznia 200914:00 |                           | 19:31(7:12) |                     | Level-5 Stadium, Fukuoka Widzów: 4 117 |

| 4 stycznia 200914:00 | Yokogawa Musashino Atlastars | 17:47(10:14) | Kubota Spears | Chichibunomiya Rugby Stadium, Tokio Widzów: 3 667 |
| 4 stycznia 200914:00 |                              | 17:47(10:14) |               | Chichibunomiya Rugby Stadium, Tokio Widzów: 3 667 |

| 11 stycznia 200913:00 | Yamaha Júbilo | 31:19(17:7) | Kyuden Voltex | Yamaha Stadium, Iwata Widzów: 3 771 |
| 11 stycznia 200913:00 |               | 31:19(17:7) |               | Yamaha Stadium, Iwata Widzów: 3 771 |

| 11 stycznia 200913:02 | Toyota Verblitz | 17:27(10:3) | Sanyo Wild Knights | Toyota Stadium, Toyota Widzów: 6 125 |
| 11 stycznia 200913:02 |                 | 17:27(10:3) |                    | Toyota Stadium, Toyota Widzów: 6 125 |

| 11 stycznia 200913:03 | Kobelco Steelers | 58:12(43:0) | Yokogawa Musashino Atlastars | Home's Stadium Kobe, Kobe Widzów: 4 046 |
| 11 stycznia 200913:03 |                  | 58:12(43:0) |                              | Home's Stadium Kobe, Kobe Widzów: 4 046 |

| 11 stycznia 200914:04 | NEC Green Rockets | 18:22(7:14) | Coca-Cola West Red Sparks | Chichibunomiya Rugby Stadium, Tokio Widzów: 3 079 |
| 11 stycznia 200914:04 |                   | 18:22(7:14) |                           | Chichibunomiya Rugby Stadium, Tokio Widzów: 3 079 |

| 12 stycznia 200912:03 | Kintetsu Liners | 41:7(15:0) | IBM Big Blue | Kintetsu Hanazono Rugby Stadium, Higashiōsaka Widzów: 4 858 |
| 12 stycznia 200912:03 |                 | 41:7(15:0) |              | Kintetsu Hanazono Rugby Stadium, Higashiōsaka Widzów: 4 858 |

| 12 stycznia 200913:02 | Suntory Sungoliath | 5:61(0:33) | Toshiba Brave Lupus | Ajinomoto Stadium, Chōfu Widzów: 7 783 |
| 12 stycznia 200913:02 |                    | 5:61(0:33) |                     | Ajinomoto Stadium, Chōfu Widzów: 7 783 |

| 12 stycznia 200914:00 | Kubota Spears | 33:32(19:5) | Fukuoka Sanix Blues | Kintetsu Hanazono Rugby Stadium, Higashiōsaka Widzów: 5 327 |
| 12 stycznia 200914:00 |               | 33:32(19:5) |                     | Kintetsu Hanazono Rugby Stadium, Higashiōsaka Widzów: 5 327 |

| 18 stycznia 200912:01 | NEC Green Rockets | 32:30(17:18) | Fukuoka Sanix Blues | Chichibunomiya Rugby Stadium, Tokio Widzów: 9 255 |
| 18 stycznia 200912:01 |                   | 32:30(17:18) |                     | Chichibunomiya Rugby Stadium, Tokio Widzów: 9 255 |

| 18 stycznia 200912:00 | Kintetsu Liners | 14:28(7:12) | Kubota Spears | Home's Stadium Kobe, Kobe Widzów: 9 521 |
| 18 stycznia 200912:00 |                 | 14:28(7:12) |               | Home's Stadium Kobe, Kobe Widzów: 9 521 |

| 18 stycznia 200912:00 | Kyuden Voltex | 78:21(35:7) | Yokogawa Musashino Atlastars | Level-5 Stadium, Fukuoka Widzów: 3 443 |
| 18 stycznia 200912:00 |               | 78:21(35:7) |                              | Level-5 Stadium, Fukuoka Widzów: 3 443 |

| 18 stycznia 200914:02 | Toshiba Brave Lupus | 62:13(33:8) | Sanyo Wild Knights | Chichibunomiya Rugby Stadium, Tokio Widzów: 12 456 |
| 18 stycznia 200914:02 |                     | 62:13(33:8) |                    | Chichibunomiya Rugby Stadium, Tokio Widzów: 12 456 |

| 18 stycznia 200914:01 | Kobelco Steelers | 23:10(6:10) | Yamaha Júbilo | Home's Stadium Kobe, Kobe Widzów: 13 973 |
| 18 stycznia 200914:01 |                  | 23:10(6:10) |               | Home's Stadium Kobe, Kobe Widzów: 13 973 |

| 18 stycznia 200914:00 | Coca-Cola West Red Sparks | 67:0(32:0) | IBM Big Blue | Level-5 Stadium, Fukuoka Widzów: 4 288 |
| 18 stycznia 200914:00 |                           | 67:0(32:0) |              | Level-5 Stadium, Fukuoka Widzów: 4 288 |

| 18 stycznia 200914:01 | Toyota Verblitz | 6:38(6:10) | Suntory Sungoliath | Mizuho Rugby Stadium, Nagoja Widzów: 4 507 |
| 18 stycznia 200914:01 |                 | 6:38(6:10) |                    | Mizuho Rugby Stadium, Nagoja Widzów: 4 507 |

## Microsoft Cup
|  |                     |                     |                    |                    |   |                     |                     |       |
|  | Półfinał            | Półfinał            | Półfinał           |                    |   | Finał               | Finał               | Finał |
|  | Półfinał            | Półfinał            | Półfinał           |                    |   | Finał               | Finał               | Finał |
|  | 01 lutego 2009      |                     |                    |                    |   |                     |                     |       |
|  |                     |                     |                    |                    |   |                     |                     |       |
|  | Toshiba Brave Lupus | Toshiba Brave Lupus | 26                 |                    |   |                     |                     |       |
|  | Toshiba Brave Lupus | Toshiba Brave Lupus | 26                 | 08 lutego 2009     |   |                     |                     |       |
|  | Kobelco Steelers    | Kobelco Steelers    | 7                  |                    |   |                     |                     |       |
|  | Kobelco Steelers    | Kobelco Steelers    | 7                  |                    |   | Toshiba Brave Lupus | Toshiba Brave Lupus | 17    |
|  | 01 lutego 2009      |                     |                    |                    |   | Toshiba Brave Lupus | Toshiba Brave Lupus | 17    |
|  |                     |                     | Sanyo Wild Knights | Sanyo Wild Knights | 6 |                     |                     |       |
|  | Suntory Sungoliath  | Suntory Sungoliath  | Sanyo Wild Knights | Sanyo Wild Knights | 6 | 22                  |                     |       |
|  | Suntory Sungoliath  | Suntory Sungoliath  |                    |                    |   |                     |                     |       |
|  | Sanyo Wild Knights  | Sanyo Wild Knights  | 32                 |                    |   |                     |                     |       |
|  | Sanyo Wild Knights  | Sanyo Wild Knights  | 32                 |                    |   |                     |                     |       |

| 1 lutego 200914:02 | Toshiba Brave Lupus | 26:7(12:0) | Kobelco Steelers | Chichibunomiya Rugby Stadium, Tokio Widzów: 12 347 |
| 1 lutego 200914:02 |                     | 26:7(12:0) |                  | Chichibunomiya Rugby Stadium, Tokio Widzów: 12 347 |

| 1 lutego 200914:01 | Suntory Sungoliath | 22:32(13:16) | Sanyo Wild Knights | Kintetsu Hanazono Rugby Stadium, Higashiōsaka Widzów: 5 645 |
| 1 lutego 200914:01 |                    | 22:32(13:16) |                    | Kintetsu Hanazono Rugby Stadium, Higashiōsaka Widzów: 5 645 |

| 8 lutego 200914:04 | Toshiba Brave Lupus | 17:6(12:6) | Sanyo Wild Knights | Chichibunomiya Rugby Stadium, Tokio Widzów: 17 082 |
| 8 lutego 200914:04 |                     | 17:6(12:6) |                    | Chichibunomiya Rugby Stadium, Tokio Widzów: 17 082 |

## Baraże

### Challenge 2
| 11 stycznia 200914:00 | Mazda Blue Zoomers | 25:60(6:29) | Honda Heat | Coca-Cola West Hiroshima Stadium, Hiroszima Widzów: 510 |
| 11 stycznia 200914:00 |                    | 25:60(6:29) |            | Coca-Cola West Hiroshima Stadium, Hiroszima Widzów: 510 |

| 17 stycznia 200914:00 | Ricoh Black Rams | 81:0(36:0) | Mazda Blue Zoomers | Chichibunomiya Rugby Stadium, Tokio Widzów: 3 369 |
| 17 stycznia 200914:00 |                  | 81:0(36:0) |                    | Chichibunomiya Rugby Stadium, Tokio Widzów: 3 369 |

| 25 stycznia 200914:00 | Honda Heat | 20:54(13:22) | Ricoh Black Rams | Kintetsu Hanazono Rugby Stadium, Higashiōsaka Widzów: 3 267 |
| 25 stycznia 200914:00 |            | 20:54(13:22) |                  | Kintetsu Hanazono Rugby Stadium, Higashiōsaka Widzów: 3 267 |

Bezpośrednio do Top League awansowały zespoły Ricoh i Honda, drużyna Mazda zyskała prawo gry w barażu z dwunastym zespołem obecnego sezonu.

### Challenge 1
| 11 stycznia 200912:00 | Mitsubishi Heavy Industries Nagasaki Rugby | 24:120(10:73) | Toyota Industries Shuttles | Coca-Cola West Hiroshima Stadium, Hiroszima Widzów: 510 |
| 11 stycznia 200912:00 |                                            | 24:120(10:73) |                            | Coca-Cola West Hiroshima Stadium, Hiroszima Widzów: 510 |

| 17 stycznia 200912:00 | NTT Shining Arcs | 124:0(70:0) | Mitsubishi Heavy Industries Nagasaki Rugby | Chichibunomiya Rugby Stadium, Tokio Widzów: 1 991 |
| 17 stycznia 200912:00 |                  | 124:0(70:0) |                                            | Chichibunomiya Rugby Stadium, Tokio Widzów: 1 991 |

| 25 stycznia 200912:00 | Toyota Industries Shuttles | 41:33(22:13) | NTT Shining Arcs | Kintetsu Hanazono Rugby Stadium, Higashiōsaka Widzów: 2 408 |
| 25 stycznia 200912:00 |                            | 41:33(22:13) |                  | Kintetsu Hanazono Rugby Stadium, Higashiōsaka Widzów: 2 408 |

Drużyna Toyota zyskała prawo gry w barażu z jedenastym zespołem obecnego sezonu.

### Baraże
| 14 lutego 200912:00 | Kyuden Voltex | 31:10(5:0) | Mazda Blue Zoomers | Level-5 Stadium, Fukuoka Widzów: 2 952 |
| 14 lutego 200912:00 |               | 31:10(5:0) |                    | Level-5 Stadium, Fukuoka Widzów: 2 952 |

| 14 lutego 200914:00 | Fukuoka Sanix Blues | 38:22(28:17) | Toyota Industries Shuttles | Level-5 Stadium, Fukuoka Widzów: 3 639 |
| 14 lutego 200914:00 |                     | 38:22(28:17) |                            | Level-5 Stadium, Fukuoka Widzów: 3 639 |

Obydwa walczące o utrzymanie zespoły obroniły swoje miejsce w najwyższej klasie rozgrywkowej.

## Wyróżnienia indywidualne

### Najlepsza piętnastka sezonu
| Poz. |  | Zawodnik            |
| ---- |  | ------------------- |
| F    |  | Hisateru Hirashima  |
| M    |  | Yūsuke Aoki         |
| F    |  | Kensuke Hatakeyama  |
| Wsp  |  | Hitoshi Ono         |
| Wsp  |  | Daniel Heenan       |
| R    |  | Steven Bates        |
| R    |  | Reuben Thorne       |
| WM   |  | Ryukoliniasi Holani |

| Poz. |  | Zawodnik          |
| ---- |  | ----------------- |
| ŁM   |  | Fumiaki Tanaka    |
| ŁA   |  | David Hill        |
| S    |  | Hirotoki Onozawa  |
| Ś    |  | Ryan Nicholas     |
| Ś    |  | Seiichi Shimomura |
| S    |  | Tomoki Kitagawa   |
| O    |  | Hiroki Yoshida    |

### Najlepiej punktujący
| Punkty | Nazwisko            | Drużyna                   | Przyłożenia | Podwyższenia | Karne | Dropgole |
| ------ | ------------------- | ------------------------- | ----------- | ------------ | ----- | -------- |
| 226    | David Hill          | Toshiba Brave Lupus       | 11          | 60           | 17    | 0        |
| 158    | Ryan Nicholas       | Suntory Sungoliath        | 5           | 41           | 17    | 0        |
| 136    | Shane Drahm         | Kubota Spears             | 1           | 16           | 31    | 2        |
| 123    | Shigemitsu Yasumasa | Kintetsu Liners           | 5           | 22           | 18    | 0        |
| 122    | Thinus Delport      | Kobelco Steelers          | 4           | 18           | 22    | 0        |
| 117    | Saito Genki         | Kyuden Voltex             | 2           | 28           | 16    | 1        |
| 117    | Tadanobu Ko         | IBM Big Blue              | 2           | 22           | 20    | 1        |
| 114    | Masakazu Irie       | Sanyo Wild Knights        | 3           | 33           | 11    | 0        |
| 98     | Ayumu Gorōmaru      | Yamaha Júbilo             | 4           | 15           | 16    | 0        |
| 88     | Daisuke Haradome    | Coca-Cola West Red Sparks | 4           | 16           | 12    | 0        |

| Poz. | Nazwisko          | Drużyna                   | Przyłożenia |
| ---- | ----------------- | ------------------------- | ----------- |
| 1    | Tomoki Kitagawa   | Sanyo Wild Knights        | 12          |
| =    | Christian Loamanu | Toshiba Brave Lupus       | 12          |
| 3    | David Hill        | Toshiba Brave Lupus       | 11          |
| 4    | Daniel Heenan     | Sanyo Wild Knights        | 10          |
| 5    | Tim Atkinson      | Kyuden Voltex             | 9           |
| =    | Hirotoki Onozawa  | Suntory Sungoliath        | 9           |
| =    | Brett Stapleton   | Coca-Cola West Red Sparks | 9           |
| 8    | Kenji Shomen      | Toyota Verblitz           | 8           |
| =    | Asahi Fujiwara    | Fukuoka Sanix Blues       | 8           |
| =    | Male Sa'u         | Yamaha Júbilo             | 8           |

### Pozostałe nagrody
- MVP ligi – David Hill
- MVP Microsoft Cup – Toshiaki Hirose
- nowicjusz ligi – Kensuke Hatakeyama
- najlepszy sędzia – Aida Shinji